# Gymnangium prolifera
Gymnangium prolifera är en nässeldjursart som först beskrevs av V.S. Bale 1881.  Gymnangium prolifera ingår i släktet Gymnangium och familjen Aglaopheniidae. Inga underarter finns listade i Catalogue of Life.